# Frederik Hendrik Kaemmerer
Frederik Hendrik Kaemmerer (La Haya, 23 de octubre de 1839 - París 4 de abril de 1902) fue un pintor neerlandés.
Kaemmerer realizó sus estudios de arte en París donde fue alumno de Jean-Léon Gérôme. Pintó la Sala de bodas para el Ayuntamiento del Vigésimo Distrito de París. 
Realizó exhibiciones en el Salón de París desde 1870. Ganó una medalla de plata en la Exposición Universal de París de 1889 y la Legión de Honor el mismo año.
Se suicidó en su taller de la calle de Vaugirard por ahorcamiento.

## Obras seleccionadas

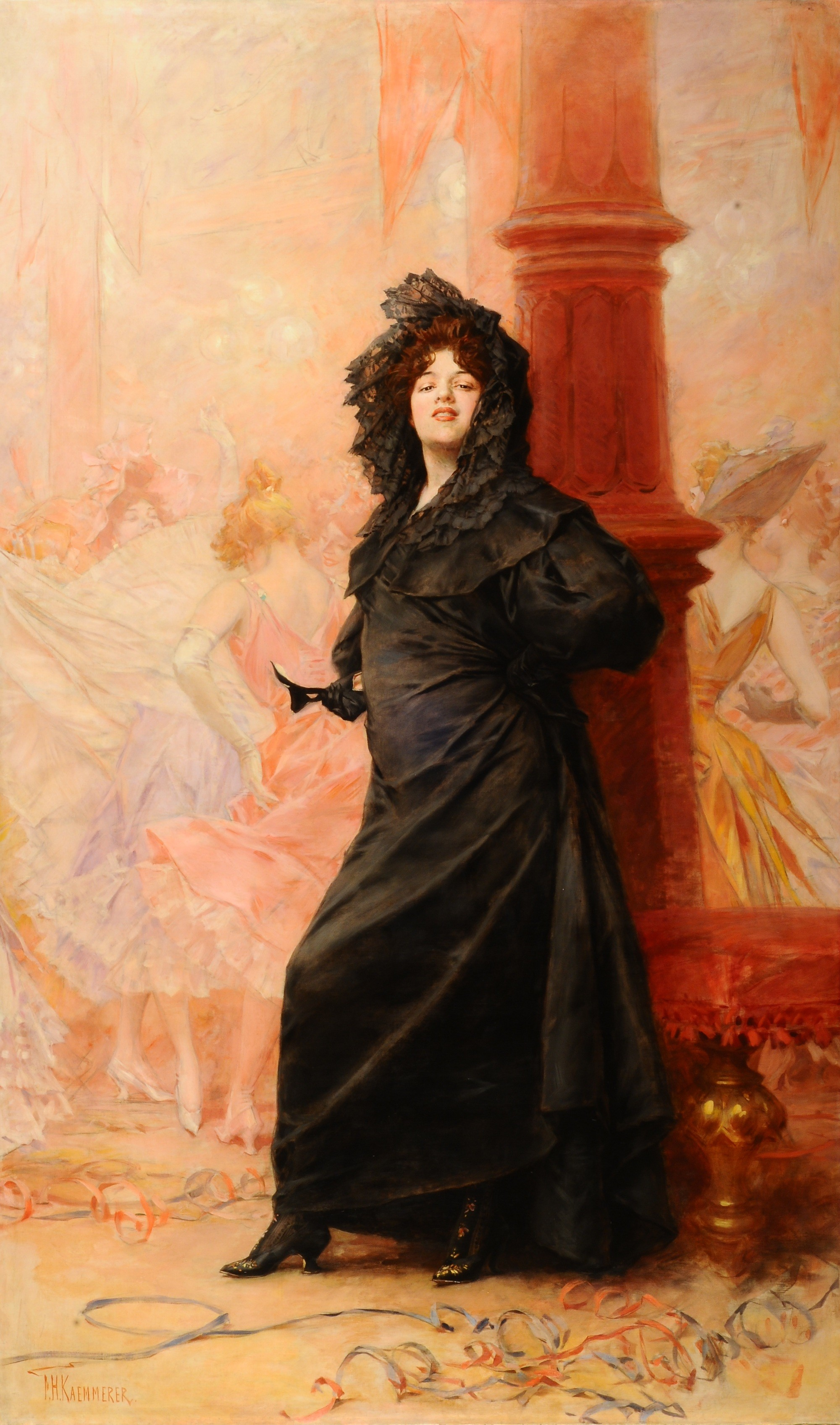
Baile de máscaras
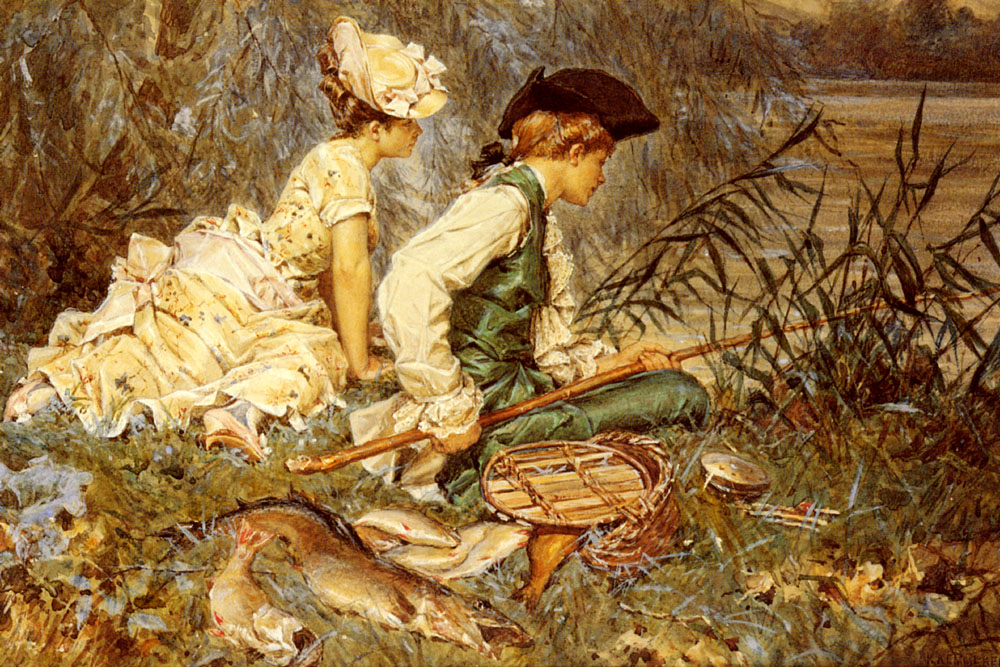
Tarde de pesca
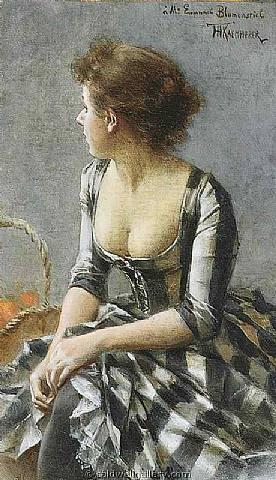
Retrato de una mujer
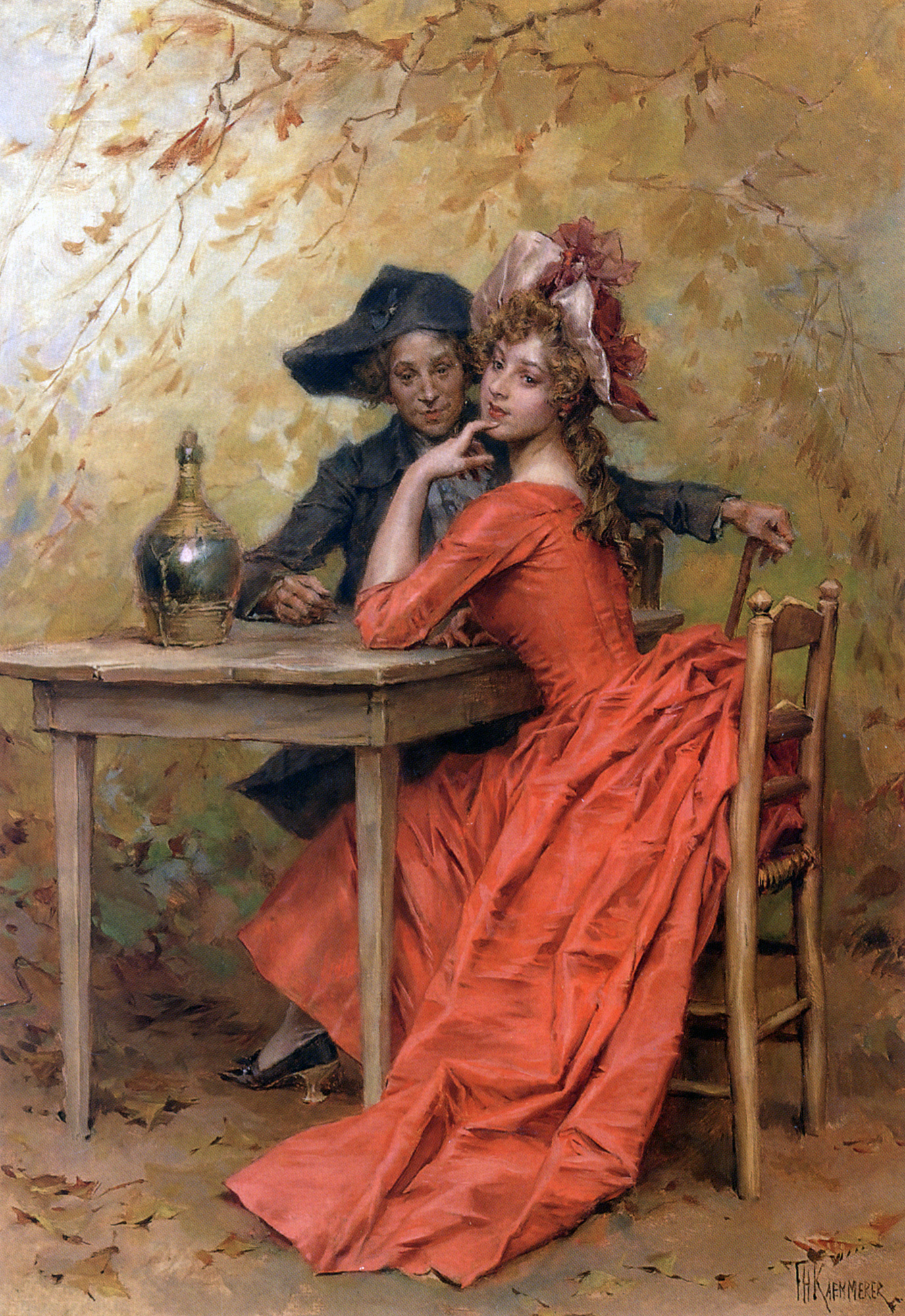
Mujer de rojo
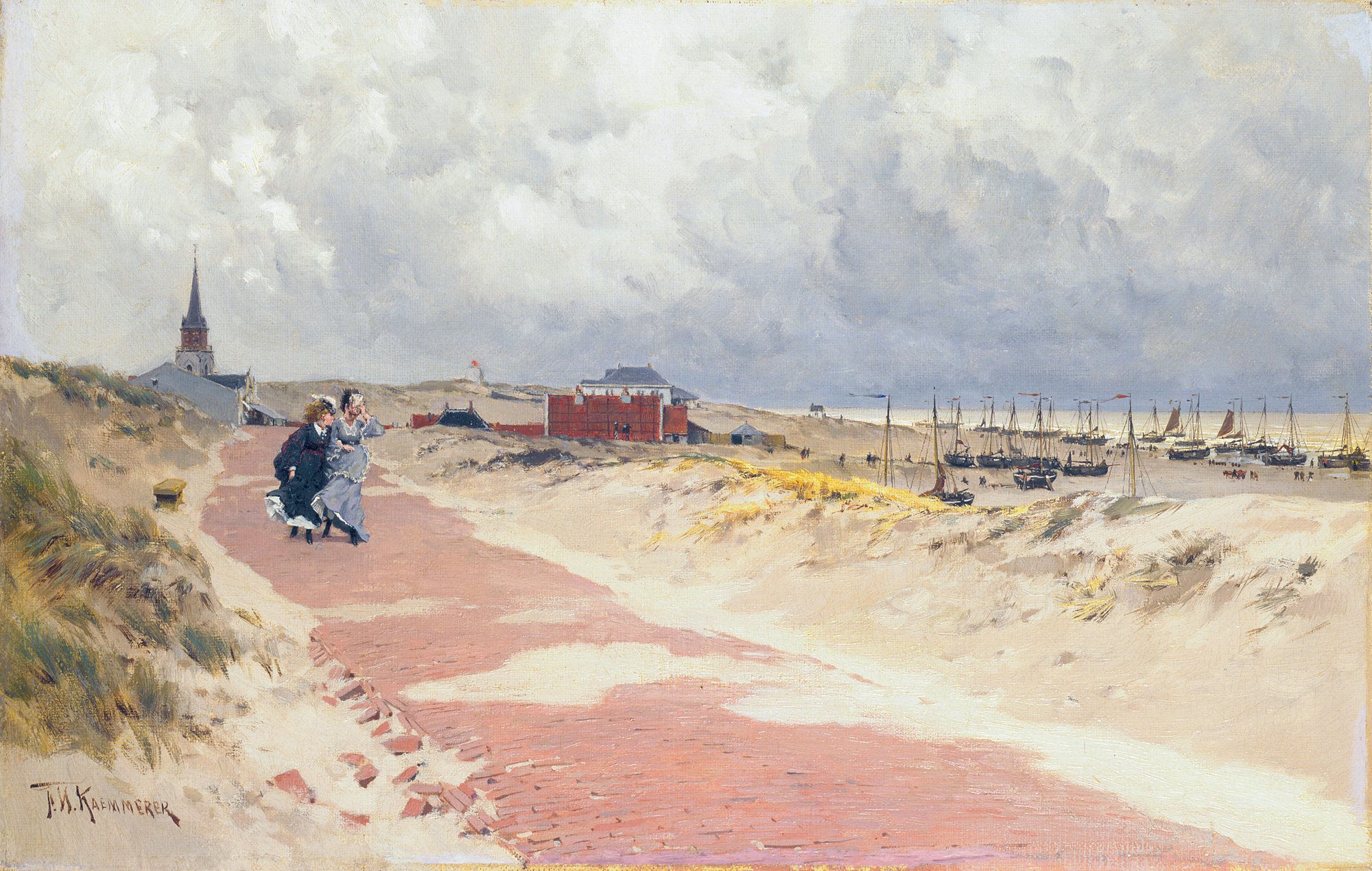
Vista de Scheveningen